# 83363 Yamwingwah
83363 Yamwingwah è un asteroide della fascia principale. Scoperto nel 2001, presenta un'orbita caratterizzata da un semiasse maggiore pari a 2,7729432 UA e da un'eccentricità di 0,0211052, inclinata di 4,01072° rispetto all'eclittica.